# محطة تونس
محطة تونس أو محطة القطارات بتونس هي أهم محطة قطارات بالبلاد التونسية وتستقبل القطارات القادمة من كامل خطوط السكك الحديدية التونسية وتوجد في ساحة برشلونة، وهي مجاورة لمحطة المترو الخفيف و محطة الحافلات المتجهة نحو الضواحي الجنوبية للعاصمة فضلا عن محطة التاكسي وأما عن رقم المحطة في الخط هو الرقم (9).

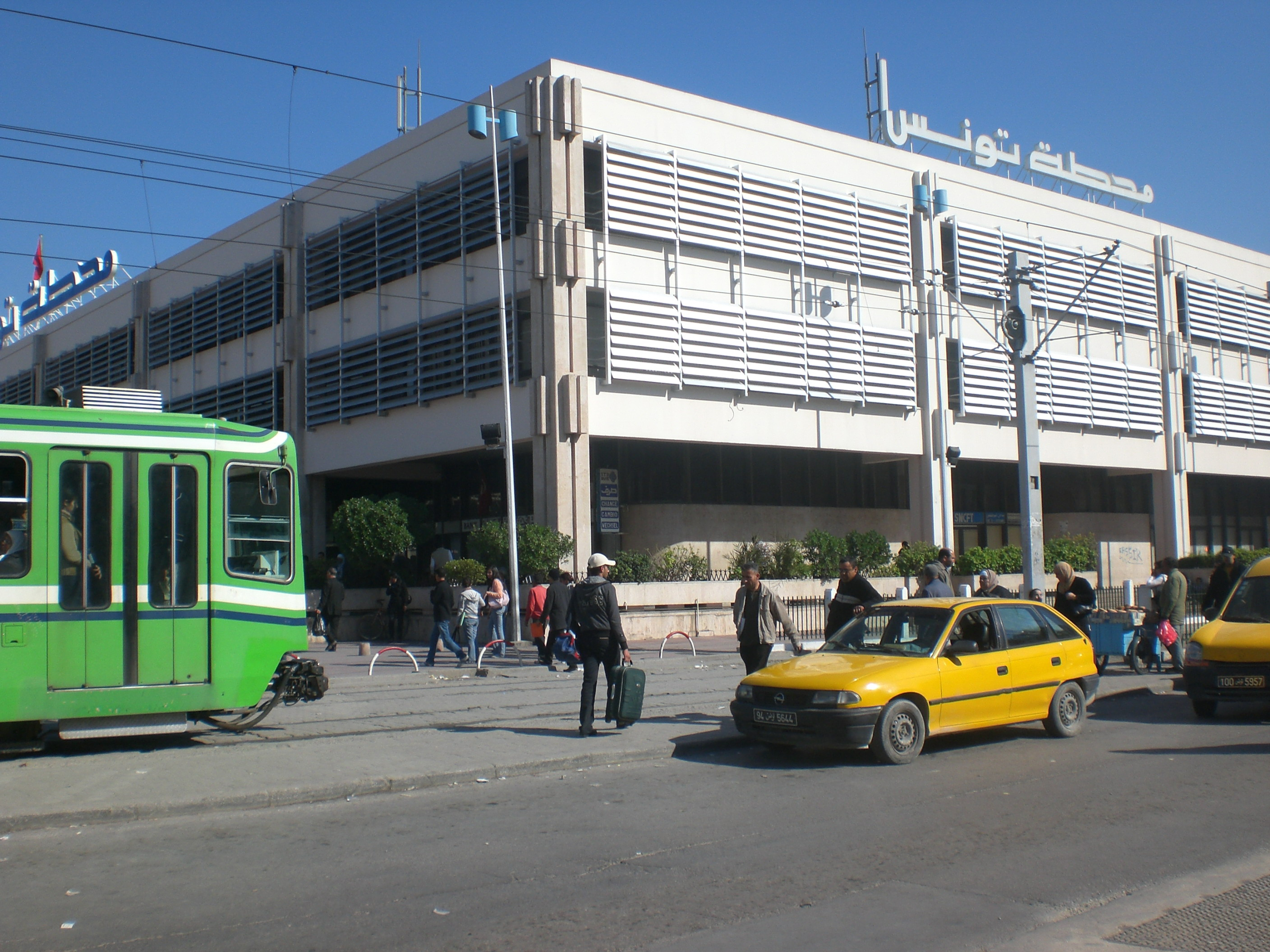
محطة تونس للأرتال

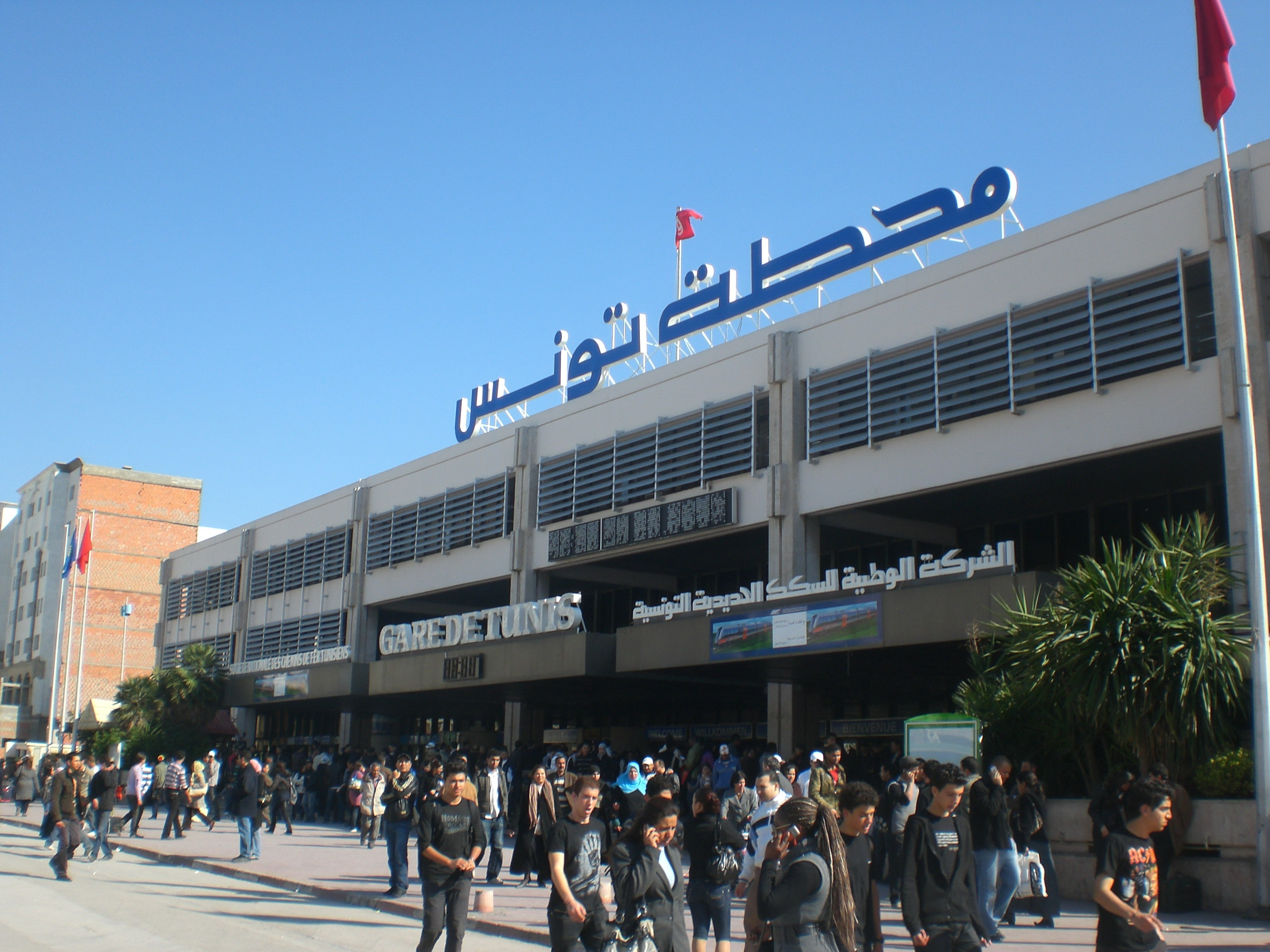
الواجهة الأمامية لمحطة الأرتال بتونس